# قائمة الدول المتخذة العربية لغة رسمية

الدول التي تكون اللغة العربية لغة رسمية فيها (بحكم الواقع أو بحكم القانون). تعتبر اللغة العربية في البلدان التي يتكلم بها أكثر من 50% من الناطقين باللغة العربية لغة الأغلبية، وإلا فهي لغة أقلية.
لغة رسمية كأغلبية
لغة رسمية كأقلية
لغة رسمية كأغلبية مشتركة
لغة رسمية كأقلية مشتركة
لغة غير رسمية كأقلية

يتحدث العربية ولهجاتها المختلفة حوالي 422 مليون ناطق (أصلي وغير أصلي) في الوطن العربي وكذلك في الشتات العربي مما يجعلها واحدة من أكثر خمس لغات تحدثًا في العالم. حاليًا، 22 دولة عضو في جامعة الدول العربية (بالإضافة إلى 5 دول منحت صفة مراقب) التي تأسست في القاهرة عام 1945. اللغة العربية هي مجموعة لغوية تضم 30 أو نحو ذلك من الأصناف الحديثة.
اللغة العربية هي اللغة المشتركة للأشخاص الذين يعيشون في دول العالم العربي وكذلك للعرب الذين يعيشون في الشتات، ولا سيما في أمريكا اللاتينية (خاصة البرازيل والأرجنتين وفنزويلا وتشيلي وكولومبيا) أو أوروبا الغربية (مثل فرنسا وإسبانيا، ألمانيا أو إيطاليا).
العربية القبرصية هي لغة أقلية معترف بها في دولة قبرص العضو في الاتحاد الأوروبي، وهي إلى جانب المالطية، واحدة من نوعين أوروبيين موجودين من اللغة العربية، على الرغم من أن لها شكلها الأدبي القياسي وليس لها علاقة ثنائية اللغة مع اللغة العربية القياسية. المالطية هي إحدى اللغات الرسمية في الاتحاد الأوروبي.

## الدول ذات السيادة حيث اللغة العربية لغة رسمية
اعتبارًا من عام 2024، هناك 24 دولة ذات سيادة حيث اللغة العربية الفصحى الحديثة هي اللغة الرسمية. فيما يلي قائمة بالدول والأقاليم ذات السيادة حيث تكون اللغة العربية لغة رسمية.
| 1. | الجزائر                  | 41,701,000    | اللغة الرسمية المشتركة، إلى جانب الأمازيغية       | نعم                 |
| 2. | البحرين                  | 1,343,000     | لغة رسمية                                         | نعم                 |
| 3. | تشاد                     | 10,329,208    | اللغة الرسمية المشتركة، إلى جانب الفرنسية         | صفة مراقب           |
| 4. | جزر القمر                | 798,000       | اللغة الرسمية المشتركة مع اللغة القمرية والفرنسية | نعم                 |
| 5. | جيبوتي                   | 810,179       | اللغة الرسمية المشتركة، إلى جانب الفرنسية         | نعم                 |
| 6. | مصر                      | 102,442,939   | لغة رسمية                                         | نعم                 |
| 7. | العراق                   | 36,004,552    | اللغة الرسمية المشتركة، إلى جانب اللغة الكردية    | نعم                 |
| 8. | الأردن                   | 6,655,000     | لغة رسمية                                         | نعم                 |
| 9. | الكويت                   | 2,789,000     | لغة رسمية                                         | نعم                 |
| 10. | لبنان                    | 4,965,914     | لغة رسمية                                         | نعم                 |
| 11. | ليبيا                    | 6,244,174     | لغة رسمية                                         | نعم a               |
| 12. | مالي                     | 21,359,722    | لغة رسمية مشتركة، إلى جانب 12 لغة أخرى            | لا                  |
| 13. | موريتانيا                | 3,359,185     | لغة رسمية                                         | نعم                 |
| 14. | المغرب                   | 35,250,000    | اللغة الرسمية المشتركة، إلى جانب الأمازيغية       | نعم                 |
| 15. | عُمان                     | 4,055,418     | لغة رسمية                                         | نعم                 |
| 16. | فلسطينb                  | 4,484,000     | لغة رسمية في الأراضي الفلسطينيةc                  | نعم                 |
| 17. | قطر                      | 2,155,446     | لغة رسمية                                         | نعم                 |
| 18. | السعودية                 | 30,770,375    | لغة رسمية                                         | نعم                 |
| 19. | الصومال                  | 10,428,043    | اللغة الرسمية المشتركة، إلى جانب اللغة الصومالية  | نعم                 |
| 20. | السودان                  | 40,235,000    | اللغة الرسمية المشتركة، إلى جانب الإنجليزية       | نعم                 |
| 21. | سوريا d                  | 20,956,000    | لغة رسمية                                         | نعم e               |
| 22. | تونس                     | 10,982,754    | لغة رسمية                                         | نعم                 |
| 23. | الإمارات العربية المتحدة | 9,346,129     | لغة رسمية                                         | نعم                 |
| 24. | اليمن                    | 23,833,000    | لغة رسمية                                         | نعم f               |
| Σ 24 | المجموع                  | Σ 417,338,722 | المجلس الدولي للغة العربية                        | جامعة الدول العربية |
| a. يشغل مجلس النواب الليبي مقعد ليبيا (المتنازع عليه بين المؤتمر الوطني العام بقيادة الإخوان المسلمون وحكومة الوفاق الوطني). b. من بين 193 دولة عضو في الأمم المتحدة، هناك 136 دولة تعترف حاليًا بدولة فلسطين. c. الأراضي الفلسطينية (وتسمى أيضًا الأراضي التي تحتلها إسرائيل) تحتلها إسرائيل ولكنها لا تنتمي قانونيًا إلى دولة إسرائيل وفقًا للمحكمة العليا لإسرائيل ومحكمة العدل الدولية التابعة للأمم المتحدة. d. الائتلاف الوطني السوري معترف به جزئيًا باعتباره الحكومة الشرعية الوحيدة لدولة الجمهورية العربية السورية. e. يشغل الائتلاف الوطني السوري مقعد سوريا حاليًا، بينما عُلقت عضوية الجمهورية العربية السورية (البعثية) في 16 نوفمبر 2011. f. يتولى مجلس وزراء اليمن (المتنازع عليه من قبل اللجنة الثورية العليا للحوثيين) مقعد اليمن. |                          |               |                                                   |                     |

## الدول ذات الاعتراف المحدود والأقاليم التي تكون فيها اللغة العربية لغة رسمية
فيما يلي قائمة بالدول ذات الاعتراف المحدود وكذلك الأقاليم التي تكون فيها اللغة العربية لغة رسمية أو رسمية بحكم الأمر الواقع.
| 1 | صوماليلاندa                              | 5,700,000 | لغة رسمية مشتركة، إلى جانب الصومالية والإنجليزية | لا |
| 2 | زنجبارb                                  | 1,303,569 | لغة رسمية مشتركة، إلى جانب السواحلية والإنجليزية | لا |
| 3 | الجمهورية العربية الصحراوية الديمقراطيةc | 502,585   | لغة رسمية مشتركة، إلى جانب الإسبانية             | لا |
| a. معترف بها دوليًا كجزء من الصومال. b. منطقة تتمتع بحكم شبه ذاتي في تنزانيا. c. أغلبية أراضيها تابعة للمغرب حاليًا. |                                          |           |                                                  |    |